# Melese laodamia
Melese laodamia är en fjärilsart som beskrevs av Druce 1884. Melese laodamia ingår i släktet Melese och familjen björnspinnare. Inga underarter finns listade i Catalogue of Life.